# ديميتار ملادينوف
ديميتار ملادينوف (بالبلغارية: Димитър Младенов)‏ هو لاعب كرة قدم بلغاري في مركز الدفاع، ولد في 12 مارس 1962 في بلوفديف في بلغاريا. لعب مع نادي بوتيف بلوفديف.

## وصلات خارجية
- ديميتار ملادينوف على موقع اتحاد تركيا (لاعب) (الإنجليزية)
- ديميتار ملادينوف على موقع قاعدة بيانات كرة القدم.إي يو (الإنجليزية)
- ديميتار ملادينوف على موقع ناشيونال فوتبول تيمز (الإنجليزية)